# Michail Mouroutsos
Michail Mouroutsos (in greco Μιχαήλ Μουρούτσος?; Atene, 29 febbraio 1980) è un taekwondoka greco.
Ha partecipato a due edizioni dei giochi olimpici (2000 e 2004) conquistando una medaglia a Sydney 2000.

## Palmarès
Olimpiadi
- 1 medaglia:
  - 1 oro (pesi mosca a Sydney 2000)

Europei
- 1 medaglia:
  - 1 oro (58 kg a Patrasso 2000)